# Invest Sign
Invest Sign® — комп'ютерна програма для керування проектами, розроблена «Viešas verslo konsultacijų centras», базована у Вільнюсі, Литва.
Розширення можливостей:
- Анáліз витрат і вигод пов'язані з проектом, потреби у фінансах;
- Анáліз фінáнсових аспéктів (используя анáліз Фінансові коефіцієнти, оцінка ризиків і чутливості проекту;
- Економічний аналіз порівняння альтернатив;
- Бухгалтерська звітність;
- Результаті у вигляді (Word і Excel).